# Bronisław Treger
Bronisław Roman Treger – polski historyk, doktor habilitowany nauk humanistycznych.

## Życiorys
W 1982 r. ukończył studia filozoficzne na Uniwersytecie Warszawskim, w 1990 r. obronił pracę doktorską pt. Krytyka i biurokracja. Przyczynek do analizy poglądów filozoficznych Karola Marksa w latach 1839-1943, której promotorem był dr hab. Stanisław Rainko, w 2007 r. habilitował się na podstawie pracy zatytułowanej Cykl publikacji dotyczących twórczości i życia Franciszka Salezego Jezierskiego.
Został pracownikiem naukowym na Akademii Pedagogiki Specjalnej im. Marii Grzegorzewskiej, na Uniwersytecie Jana Kochanowskiego w Kielcach oraz w Akademii im. Aleksandra Gieysztora w Pułtusku.